# Cadzand-Bad
 (septembre 2024).
Si vous disposez d'ouvrages ou d'articles de référence ou si vous connaissez des sites web de qualité traitant du thème abordé ici, merci de compléter l'article en donnant les références utiles à sa vérifiabilité et en les liant à la section « Notes et références ».
Cadzand-Bad est une station balnéaire située sur la côte de la Flandre zélandaise, dans l'ancienne commune de Cadzand, située depuis 2003 dans la commune de L'Écluse. Cadzand-Bains se trouve à l'extrémité sud-ouest des Pays-Bas, à la frontière belge.

## Généralités
Cadzand-Bad est située en Flandre zélandaise ; cette dernière est séparée du reste des Pays-Bas par l'Escaut occidental. Elle jouit d'un ensoleillement remarquable, le plus élevé des Pays-Bas.

## Tourisme
Cadzand-Bad vit principalement du tourisme. Elle possède une vaste plage, mais pas de digue de mer. La principale rue du village, le Boulevard de Wielingen, héberge quelques restaurants et boutiques ; il s'y trouve aussi des immeubles à appartements.

## Événements
Cadzand-Bad connaît en été un marché hebdomadaire le lundi, et chaque année une fête des cerfs-volants.

## Frontière
La position de Cadzand-Bad à la frontière belge ne passe pas inaperçue[pourquoi ?]. Le dialecte local et le style de vie « bourguignon » sont les mêmes qu'en Flandre-Occidentale.